# قضية الاحتجاج اللغوي
قضية الاحتجاج اللغوي أو نظرية الاحتجاج اللغوي إحدى قضايا دراسة اللغة العربية قديمًا التي حددت المعايير والقواعد اللغوية للغة العربية في الوقت الحاضر، سُميت قضية الاحتجاج وعصورها بهذا الاسم لأنها قائمة على الحجج؛ حيث اتفق العلماء العرب على جمع وتدوين التراث اللغوي العربي وتحديد ما يُستشهد به ويُحتج به في اللغة ويؤخذ به وما لا يؤخذ به ولا يعد استشهادًا أو حجةً.